# Веселите картофчета
„Веселите картофчета“ (на английски: Potato Head Kids) е американски анимационен сериал, който е излъчен през 1986 г. Той е създаден, за да бъде излъчен заедно с „Малкото пони“, който продължава с 15 минути, и след това пускат епизод от същия сериал, MoonDreamers и The Glo Friends. Излъчва се и по CBN Family Channel от 1989 до 1990 г.

## Актьорски състав
- Кенет Марс – г-н Картоф
- Линда Гари – г-жа Картофка
- Дейвид Менденхол – Големият Чип
- Ан Мари Макевой – Пъф
- Брекин Майър – Спъд
- Иън Фрийд – Лъмпи
- Кели Мартин – Лоли
- Скот Граймс – Слик
- Скот Менвил – Спайк
- Сузи Гарбо – Смарти Пентс

## В България
В България сериалът за пръв път е излъчен на 23 април 1996 г. по Нова телевизия, всеки делинк от 10:05 и с повторение от 19:05 ч. с български дублаж. Екипът се състои от:
| Преводач           | Красимира Абаджиева                                                                     |
| Редактор           | Евгения Стайнова                                                                        |
| Видеооператор      | Светлана Кирилова                                                                       |
| Тонрежисьор        | Румяна Гунинска                                                                         |
| Озвучаващи артисти | Ива Апостолова Венета Зюмбюлева Мая Бежанска Иван Танев Александър Воронов Живка Донева |